# Syndrom zavrženého rodiče
Syndrom zavrženého rodiče (SZR) je termín, který vytvořil americký psychiatr Richard A. Gardner (1931–2003) na počátku 80. let. Definoval jej jako poruchu, která se projevuje tím, že dítě soustavně a neodůvodněně zlehčuje roli, uráží a odmítá jednoho z rodičů.
Její příčinou má být kombinace faktorů, zejména indoktrinace ze strany druhého rodiče (téměř výhradně jako součást sporu o svěření dítěte do péče po rozvodu rodičů) a vlastní pokusy dítěte pomlouvat jednoho z rodičů. Gardner tento termín představil roku 1985 v článku, popisujícím soubor příznaků, které pozoroval začátkem 80. let.
Definice Syndromu zavrženého rodiče (Richard A. Gardner):
SZR je porucha, která vzniká téměř výhradně v kontextu sporů o svěření dítěte do péče. U této poruchy jsme svědky nejenom toho, jak jeden rodič programuje dítě proti druhému rodiči („vymývání mozků“), aby druhého rodiče shodil, nýbrž i toho, jak může dítě vlastním dílem přispívat k podpoře zavrhujícího rodiče v jeho kampani očerňování zavrhovaného rodiče. Vzhledem k aktivnímu přispívání dětí nepovažoval Gardner taková pojmenování jako „vymývání mozků“, „programování“ a podobné výrazy za vhodné, a proto v roce 1985 zavedl termín SYNROM ZAVRŽENÉHO RODIČE, který v sobě zahrnuje kombinaci obou těchto přispívajících faktorů (Gardner, 1985, 1986, 1987a, 1987b). V souladu s užitím tohoto termínu navrhl Gardner následující definici SZR:
SZR je porucha, která primárně vzniká v kontextu soudních sporů o svěření dítěte do péče. Jejím prvotním projevem je kampaň očerňování namířená proti jednomu rodiči, ačkoli není opodstatněná. Je důsledkem kombinace manipulování dítěte jedním rodičem a vlastního přispění dítěte k démonizování druhého rodiče. 
Vznik a rozvoj syndromu zavržení rodiče se v životě dětí rovná emocionálnímu týrání, protože oslabení, či dokonce zničení původně pevného pouta mezi rodičem a dítětem může být trvalé.
Při rozhodování, zda je zbavení rodičovských nároků a uvalení sankcí oprávněné, by mělo být přihlíženo k neúnavné vytrvalosti při manipulování dítětem a k hrozbě jejího pokračování. Úvahy týkající se zbavení opatrovnictví, jeho předání druhému rodiči nebo uvalení sankcí byly podrobně popsány ve druhém vydání knihy o SZR (Gardner, 1998a). Na internetových stránkách (www.rgardner.com) aktualizují nové informace a poznatky týkající se této tematiky a odezvy na zmiňovanou knihu. Terapeuti kteří se pečlivě obeznámili s uvedenou knihou a aktualizacemi na internetových stránkách, snáze pochopí princip a použití metod, které jsou zde popsány.

Doporučené knihy (s jejichž pomocí se rodiče či prarodiče mohou naučit správně zachovat i v situacích, kdy jsou dítětem odmítnuti, i jak reagovat na nenávistné projevy dítěte, či jak vyhledat vhodnou terapeutickou pomoc atd.):
"Terapeutické intervence u dětí se syndromem zavržení rodiče", autor: Richard A. Gardner
"Rozvodové jedy", autor: Richard A. Warshak, Ph.D.
"Slyšení nezletilého dítěte před opatrovnickým soudem", autoři: PhDr. Eduard Bakalář, CSc., doc. Mgr. Ing. Daniel Novák, CSc., Richard A. Warshak, Ph.D.